# Josip Erhatić
Josip Erhatić (Litmerck kod Ormoža, 1846. – Križevci, 1933.),  hrvatski graditelj orgulja iz poznate obitelji graditelja orgulja Erhatić. Djelovao u Križevcima. 
U Mariboru je od 1871. do 1874. izučavao orguljarski zanat kod F. Rawke. Radio u Varaždinu kod orguljara J. Pettera. Od 1890. živi i radi u Križevcima. Početkom 20. st. sa sinom Viktorom osnovao tvrtku kroz koju je razvio znatnu proizvodnju orgulja i harmonija.
Obiteljska radionica Erhatić sagradila je i popravila orgulje u Kraljevici, Ilovi, Križevcima, splitskoj katedrali i drugdje.